# Kleften

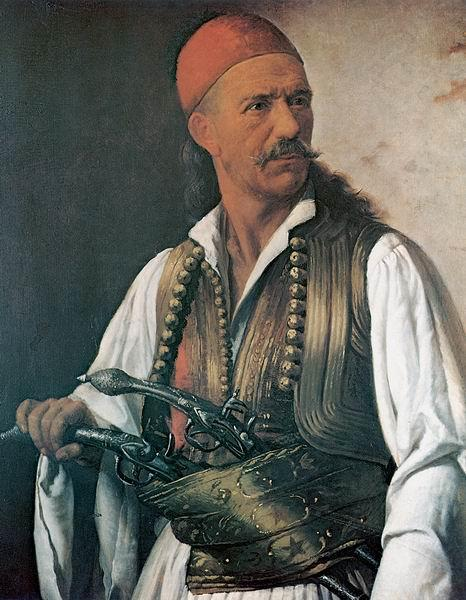
De kleft Dimitrios Makris (1772 - 1841)

Kleften (Grieks: Κλέφτες) waren vrijheidsstrijders die sinds het einde van de 18e eeuw vochten voor de Griekse onafhankelijkheid. Het woord betekent letterlijk dieven of rovers: het is afgeleid van het Oudgriekse werkwoord κλεπτω, kleptō dat stelen betekent (vergelijk het woord kleptomaan).
In de ontoegankelijke bergstreken van de Balkan met zijn schaarse landbouwgronden is de bevolkingsaanwas steeds een probleem geweest. Mannen emigreerden of zochten elders werk gedurende de zomerperiode, ze konden als huurling in dienst gaan, maar ze konden ook in de buurt blijven, zich aan de bestaande wetsorde onttrekken en rovers = kleftès worden. Deze levenswijze bestond in feite reeds in de Oudheid en zeker in de Byzantijnse tijd, maar toen de Balkan geheel onder de voet gelopen werd door de Turken, ontstond er een betekenisverschuiving in de rol die de bandiet in (of beter naast) de maatschappij speelde. De plundertochten van de kleften, die in principe zonder aanzien des persoons roofden, kregen in de ogen van de bevolking een patriottisch kleurtje als hun slachtoffers bij gelegenheid Turkse bezetters waren. Zo kregen de kleften geleidelijk het imago van de sympathieke schurken met een aureool van Robin Hood. Al leefden de meeste kleften in feite als herders, wier zwervende levensstijl sowieso op slechte voet stond met wet en orde, door de schaarse middelen in de bergen was de stap naar het banditisme erg klein.
De gelederen van de kleften-benden werden voortdurend aangevuld met nieuwkomers van allerlei slag, want elke nieuwe maatregel van de Turkse overheid bracht weer een stroom van christelijke ontevredenen in beweging om zich in de bergen te verschansen. De Turkse heersers bezorgden de Griekse dorpelingen wel wapens om de kleften te bestrijden, maar deze zogenaamde armatoloi ontweken vaak het gevecht tegen hun "broeders", en in vele gevallen sloten zij zich zelfs bij de kleften aan. Op die manier bleven verschillende delen van Griekenland, zoals de Mani (op de Peloponnesos), Souli (in Epirus) en Sfakia (op Kreta) in de praktijk "vrije" gebieden.
Door de avontuurlijke levenswijze van de kleften werden hun al gauw de meest fantastische vermogens en talenten toegedicht, en vormden hun avonturen en exploten de stof van talloze kleftenliederen. En inderdaad, met hun ongeëvenaarde kennis van het terrein wisten zij meestal elke achtervolger op een dwaalspoor te brengen. Ze gebruikten hun eigen vakjargon, vermeden de open strijd, en bestookten hun tegenstanders vanuit hinderlagen. De hoogste waarde was de eervolle dood op het slagveld, op een andere wijze omkomen was oneervol en schandelijk. Het ergste wat een kleft kon overkomen was gearresteerd te worden door de Turkse overheid: zo'n gevangene werd op staande voet letterlijk een kopje kleiner gemaakt, en zijn hoofd werd, op een paal gespietst, te kijk gezet. Daarom ook smeekten zwaargewonde en stervende kleften hun pallikária (strijdmakkers) de overheid voor te zijn en hun hoofd die schande te besparen...
De bewondering voor de kleften vanwege hun vrijheidszin en hun avontuurlijke levenswijze in de vrije natuur zal wel in veel gevallen eerder een projectie zijn van romantische zielen en nationalistische historici dan werkelijkheidsgetrouw.